# Monopeltis anchietae
Espèce
Synonymes
- Lepidosternon anchietae Bocage, 1873
- Monopeltis quadriscutata Werner, 1910
- Monopeltis okavangensis Monard, 1931
- Monopeltis devisi Monard, 1937

Statut de conservation UICN

 LC  : Préoccupation mineure
Monopeltis anchietae est une espèce d'amphisbènes de la famille des Amphisbaenidae.

## Répartition
Cette espèce se rencontre :
- en Angola ;
- dans le nord de la Namibie ;
- au Botswana.

## Étymologie
Cette espèce est nommée en l'honneur de José Alberto de Oliveira Anchieta (1832-1897).

## Publication originale
- Bocage, 1873 : Reptiles nouveaux de l'intérieur de Mossamedes. Jornal de Sciências, Mathemáticas, Physicas e Naturaes, vol. 4, p. 247-253 (texte intégral).